# Đèn phóng điện khí

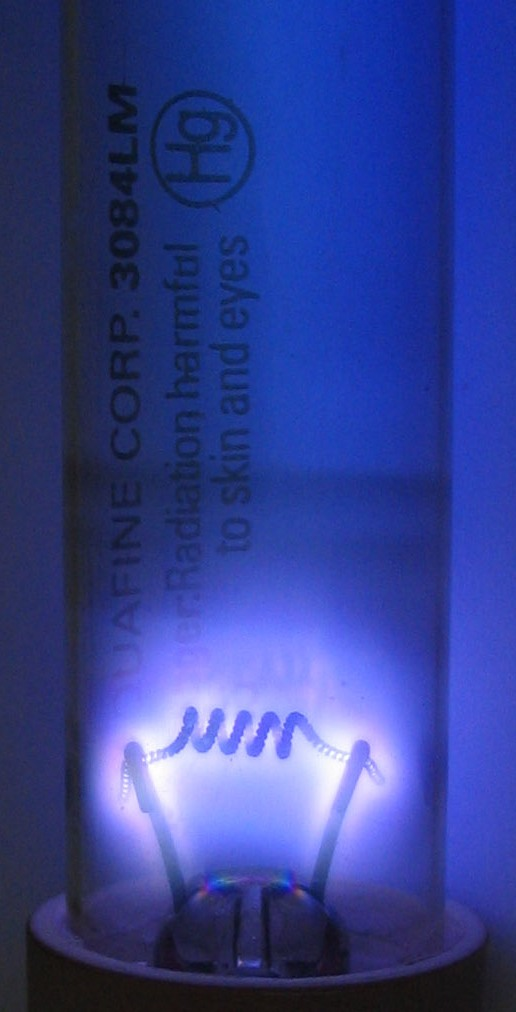
Đèn diệt khuẩn là sự thải hơi thủy ngân áp suất thấp đơn giản trong một vỏ bọc thạch anh hợp nhất.

Đèn phóng điện khí là một họ các nguồn ánh sáng nhân tạo tạo ra ánh sáng bằng cách gửi một luồng phóng điện qua khí ion hóa, plasma. Thông thường, các loại đèn như vậy sử dụng một loại khí trơ (argon, neon, krypton và xenon) hoặc hỗn hợp các loại khí này. Một số bao gồm các chất bổ sung, như thủy ngân, natri và halogen kim loại, được hóa hơi trong quá trình khởi động để trở thành một phần của hỗn hợp khí. Khi hoạt động, một số electron buộc phải để các nguyên tử của khí gần cực dương bởi điện trường được đặt giữa hai điện cực, khiến các nguyên tử này bị ion hóa tích cực. Do đó, các electron tự do giải phóng dòng chảy lên cực dương, trong khi các cation được hình thành được gia tốc bởi điện trường và chảy về phía cực âm. Thông thường, sau khi di chuyển một khoảng cách rất ngắn, các ion va chạm với các nguyên tử khí trung tính, chúng chuyển các electron của chúng sang các ion. Các nguyên tử, bị mất một electron trong các vụ va chạm, ion hóa và tăng tốc về phía cực âm trong khi các ion, có được một electron trong các va chạm, trở lại trạng thái năng lượng thấp hơn trong khi giải phóng năng lượng dưới dạng photon. Ánh sáng của một tần số đặc trưng do đó được phát ra. Theo cách này, các electron được chuyển tiếp qua khí từ cực âm đến cực dương. Màu sắc của ánh sáng được tạo ra phụ thuộc vào phổ phát xạ của các nguyên tử tạo thành khí, cũng như áp suất của khí, mật độ dòng điện và các biến khác. Đèn phóng khí có thể tạo ra một loạt các màu sắc. Một số đèn tạo ra bức xạ cực tím được chuyển đổi thành ánh sáng khả kiến bằng một lớp huỳnh quang ở bên trong bề mặt kính của đèn. Đèn huỳnh quang có lẽ là đèn phóng điện khí được biết đến nhiều nhất.
So với đèn sợi đốt, đèn phóng điện khí mang lại hiệu quả cao hơn, nhưng phức tạp hơn trong sản xuất và hầu hết biểu hiện điện trở âm, làm cho điện trở trong plasma giảm khi dòng điện tăng. Do đó, chúng thường yêu cầu các thiết bị điện tử phụ trợ như chấn lưu để kiểm soát dòng điện qua khí, ngăn chặn dòng điện thoát đi (flash hồ quang). Một số đèn phóng khí cũng có thời gian khởi động dễ nhận biết để đạt được sản lượng ánh sáng đầy đủ. Tuy nhiên, do hiệu quả cao hơn, đèn phóng điện khí được ưa chuộng hơn đèn sợi đốt trong nhiều ứng dụng chiếu sáng, cho đến những cải tiến gần đây trong công nghệ đèn LED.